# مارك بيترسون
مارك بيترسون (بالإنجليزية: Mark Peterson)‏ هو مصور أمريكي، ولد في 1955.